# Гал Шіш
Ґал Шіш (івр. ;גל שיש28 січня 1989, Бат-Ям) — ізраїльський футболіст, лівий захисник клубу «Хапоель» (Тель-Авів). Колишній гравець національної збірної Ізраїлю.

## Клубна кар'єра
Народився 28 січня 1989 року в місті Бат-Ям. Вихованець футбольної школи клубу «Хапоель» (Тель-Авів). Дорослу футбольну кар'єру розпочав 2006 року в основній команді того ж клубу, в якій провів шість сезонів, взявши участь у 58 матчах чемпіонату.
Протягом сезону 2012-13 років захищав кольори бельгійського клубу «Васланд-Беверен».
Влітку 2013 року ізраїльтянин отримав статус вільного агента і в кінці серпня цього ж року підписав контракт з луцькою «Волинню», ставши першим ізраїльським легіонером в українській Прем'єр-Лізі. Щоправда найпершим ізраїльтянином в чемпіонаті України ще в сезоні 2011/12 став Алон Вайсберг, який виступав у Першій лізі за «Кримтеплицю».
За «Волинь» Шіш дебютував 14 вересня в грі проти київського «Арсеналу». Ґал зіграв на полі всі 90 хвилин, а команда в підсумку поступилася 1:2.
1 лютого 2016 року офіційно повернувся до «Хапоеля».

## Виступи за збірні
2005 року дебютував у складі юнацької збірної Ізраїлю, за різні вікові групи якої виступав до 2008 року, взявши за цей час участь у 19 іграх на юнацькому рівні.
2009 року залучався до складу молодіжної збірної Ізраїлю. На молодіжному рівні зіграв у 2 офіційних матчах.
12 жовтня 2012 року дебютував в офіційних матчах у складі національної збірної Ізраїлю в кваліфікації до ЧС-2014 проти збірної Люксембургу, яка завершилася перемогою ізраїльтян з рахунком 6:0, а Шиш вийшов у старті та відіграв 57 хвилин.
Наразі провів у формі головної команди країни 3 матчі.